# Pseudexechia silhouettensis
Pseudexechia silhouettensis är en tvåvingeart som först beskrevs av Günther Enderlein 1910.  Pseudexechia silhouettensis ingår i släktet Pseudexechia och familjen svampmyggor. Inga underarter finns listade i Catalogue of Life.